# Patrick Murphy
Pour les articles homonymes, voir Pat Murphy.
Patrick Erin Murphy, né le 30 mars 1983 à Miami, est un homme politique américain, représentant démocrate du 18e district de Floride au Congrès des États-Unis.

## Biographie

### Famille et enfance
Murphy est né à Miami le 30 mars 1983. Peu de temps après sa naissance, sa mère Kathleen connaît des problèmes de drogue, qui l'amèneront à divorcer de son père, Tom Murphy Jr., quelques années plus tard. Patrick Murphy vit d'abord chez sa mère à Homestead, mais en raison des addictions de celle-ci, il retourne vivre chez son père. À six ans, il est adopté par la nouvelle épouse de son père, Leslie. Il grandit dans les Keys. Son père devient millionnaire grâce à sa société Coastal Construction et Murphy fréquente des écoles réputées.
À 19 ans, il est arrêté pour conduite en état d'ébriété et détention d'un faux permis, mais les charges sont abandonnées. Murphy décrit cette expérience comme « la plus grosse erreur de [sa] vie ». Après avoir obtenu son bachelor of Business Administration à l'université de Miami, il rejoint l'entreprise familiale. Il travaille ensuite à Deloitte & Touche. Après la marée noire de 2010, il indique prendre la tête de Coastal Environmental Services pour effectuer des opérations de nettoyage dans le golfe du Mexique.

### Carrière politique
Lorsqu'il s'inscrit sur les listes électorales, Murphy choisit le Parti républicain comme son père. En 2007, il fait un don de 2 300 dollars pour la campagne de Mitt Romney aux primaires présidentielles. Il change de parti en janvier 2011 et rejoint le Parti démocrate.
Aux élections législatives de 2012, Murphy est candidat pour affronter le représentant Allen West, élu au scrutin précédent, en 2010, dans le 22e district et égérie controversée du Tea Party. À la suite du redécoupage électoral, West choisit de se représenter dans le 18e district, plus favorable aux républicains. Murphy décide de le suivre et déménage dans le comté de Palm Beach. L'élection est tendue et devient l'une des plus chères de l'histoire du pays, avec plus de 30 millions USD dépensés en publicité et réunions. Murphy remporte l'élection de justesse avec 50,4 % des voix contre 49,6 % pour son adversaire. West conteste les résultats, mais après recompte l'avance de Murphy s'accroît légèrement. Il concède finalement sa défaite le 20 novembre.
Il est facilement réélu à l'élection de 2014 avec 60 % des suffrages face au représentant d'État Carl Domino. Lors de cette élection, Paul Hatte,, fondateur de la startup de stratégies électorales Hatis, fait partie de l'équipe de campagne. Les logiciels utilisés lors de cette campagne seraient à l'origine de la création de l'application de porte-à-porte Knockin.
Il est candidat au Sénat pour l'élection de 2016, espérant succéder au républicain Marco Rubio qui ne se représente pas. Il affronte Alan Grayson lors de la primaire démocrate, un candidat plus à gauche que lui. Il reçoit le soutien de l’establishement du Parti démocrate — y compris de Barack Obama et de Joe Biden. Grayson est considéré comme trop progressiste pour un swing state et les accusations de violence contre son ancienne femme et celles concernant la non-déclaration de millions de dollars reçus d'un fonds d'investissement en font un candidat peu solide. Les premiers sondages donnent Grayson en tête mais Murphy rattrape son retard et double Grayson rapidement. Il est considéré comme le favori pour l'élection de novembre jusqu'au retour de Rubio dans la course et la diffusion d'une enquête de CBS l'accusant d'avoir gonflé son CV. Il remporte la primaire face à Grayson avec 58,9 % des voix,. Il perd l'élection sénatoriale face à Rubio (44 % contre 52 %).

## Positions politiques
Ancien républicain, Murphy est un démocrate centriste. Il est en faveur de l'avortement et des droits des personnes LGBT, mais se montre plus conservateur sur les questions économiques. Il se prononce pour la réalisation de l'oléoduc Keystone, projet finalement en partie rejeté par le président Obama en 2016.